# ويلفريد المشعر

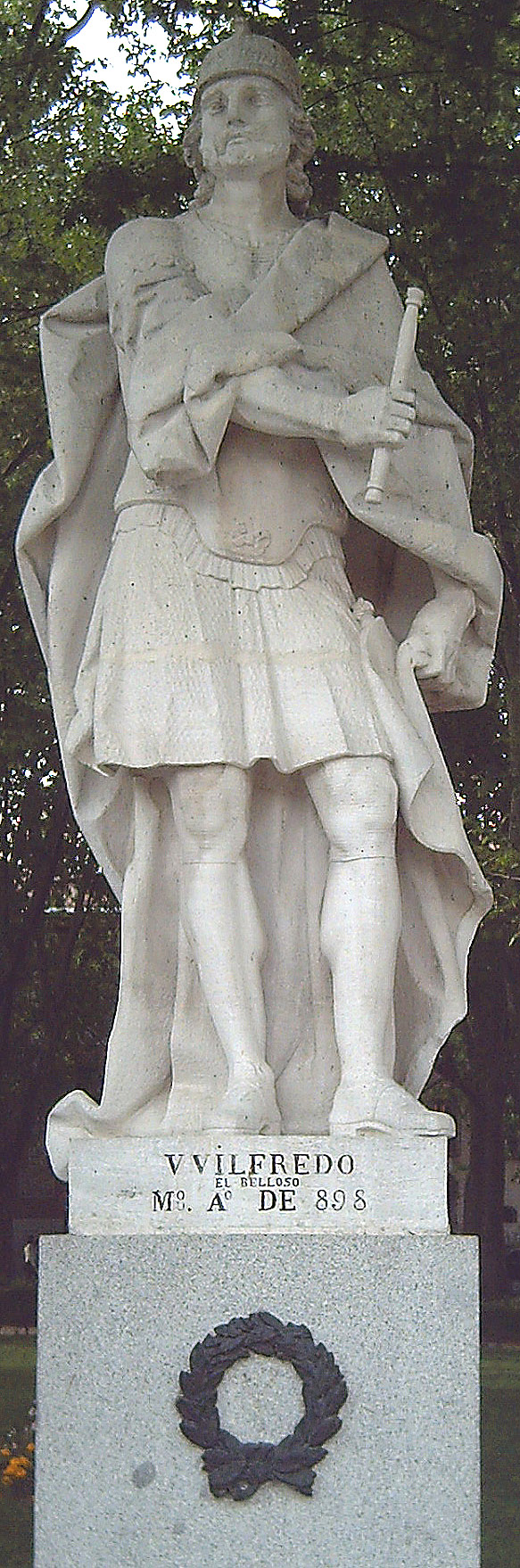
تمثال ويلفريد المشعر في مدريد.

ويلفريد الملقب بالمشعر، كونت أورغل وسيردانيا (870-897)، وبرشلونة وجرندة وبيسالو (878-897)، وأوسونا (886-897).
أعاد ويلفريد إسكان المنطقة الخالية من السكان حول فيتش في كونتية أوسونا، التي كانت منطقة صراع بين المسيحيين والمسلمين، 
كما أسس أبرشية فيتش، ودير سانتا ماريا دي ريبوي، التي دفن بها.